# Scalvaia
Scalvaia ist ein Ortsteil (Fraktion, italienisch frazione) von Monticiano in der Provinz Siena, Region Toskana in Italien.

## Geografie

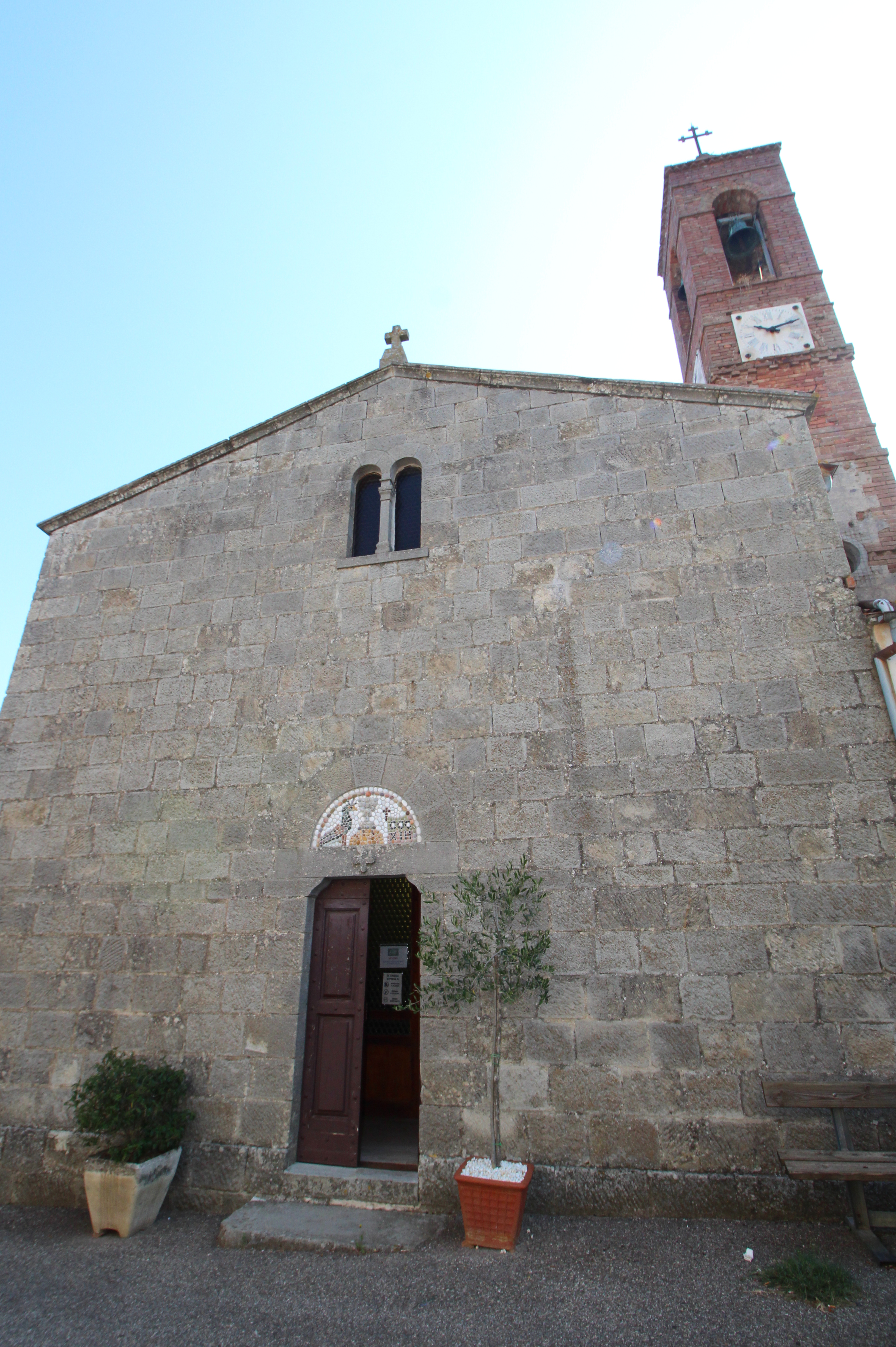
Die Fassade der Kirche San Biagio

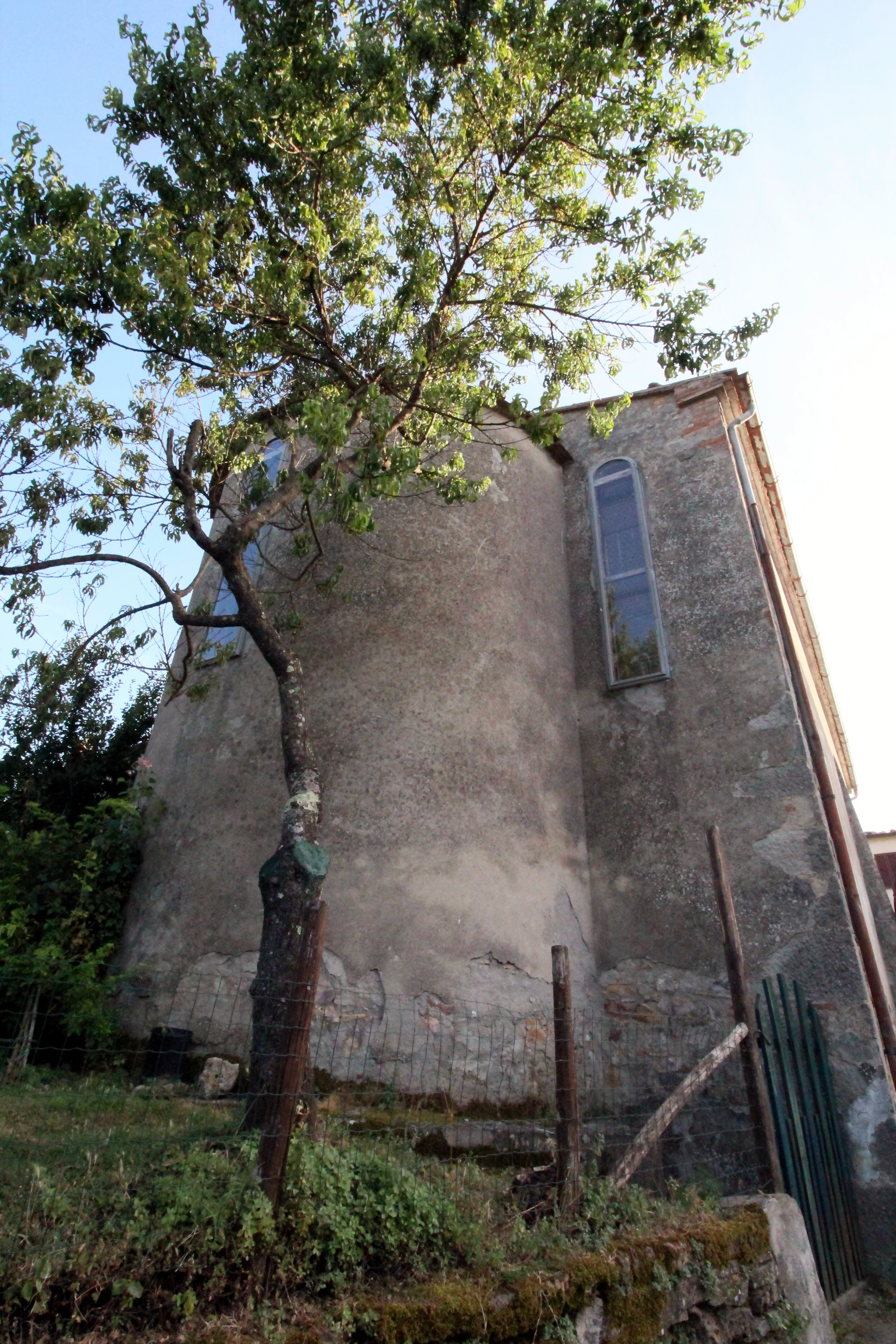
Die Apsis von San Biagio

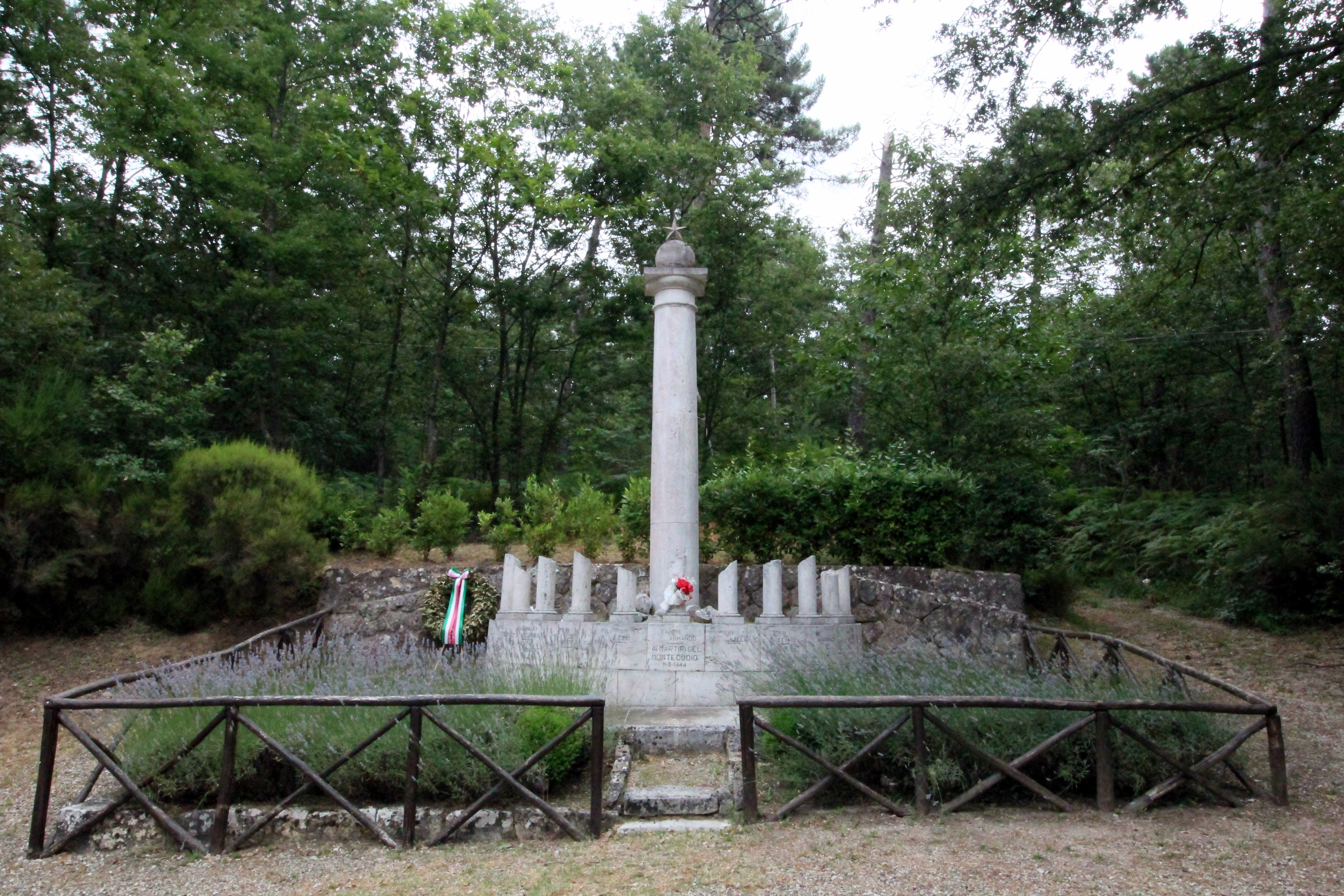
Das Denkmal Monumento ai Martiri di Scalvaia

Der Ort liegt ca. 6 km südwestlich des Hauptortes Monticiano, ca. 30 km südwestlich der Provinzhauptstadt Siena und ca. 75 km südlich der Regionshauptstadt Florenz. Die nächstgelegenen Nachbarorte sind Monticiano (8 km) und Torniella, ein Ortsteil von Roccastrada (4 km). Der Ort liegt in der Hügelkette Colline Metallifere bei 489 m und hat ca. 70 Einwohner. Kurz südlich des Ortes fließt der Fluss Farma, der hier die Grenze zur Gemeinde Roccastrada und zur Provinz Grosseto darstellt.

## Geschichte
Von Bartolomeo Gherardini, im Auftrage von Cosimo III. de’ Medici unterwegs, wurde der Ort 1676 als Villa bezeichnet, die zu Torniella gehöre. 1749 gelangte der Ort zu Chiusdino und wurde 1833 Ortsteil von Monticiano. 1845 hatte der Ort 117 Einwohner, die zu Monticiano gehörten.

## Sehenswürdigkeiten
- Chiesa di San Biagio, erstmals im 13. Jahrhundert als der Pieve di Luriano zugehörig erwähnt. Wurde im 18. Jahrhundert neu erbaut und in den 1930er Jahren restauriert. Dabei entstand auch der Campanile.[4][5]
- Monumento ai martiri di Scalvaia, Denkmal nahe der Località Acqua Nera, auch Monumento ai martiri del Monte Quoio genannt. Es entstand 1945 und erinnert an die sechzehn Partisanen, die hier in der Nacht des 11. März 1944 von italienischen Faschisten ermordet wurden.[6]

## Verkehr
Der Ort liegt unweit der Staatsstraße Strada statale 73 Senese Aretina.

## Sport
- In Scalvaia wird noch heute der Sport Palla eh! ausgetragen.[2]